# Symbellia
Symbellia is een geslacht van rechtvleugeligen uit de familie Euschmidtiidae. De wetenschappelijke naam van dit geslacht is voor het eerst geldig gepubliceerd in 1899 door Burr.

## Soorten
Het geslacht Symbellia omvat de volgende soorten:
- Symbellia citrea Karny, 1910
- Symbellia comoroensis Descamps & Wintrebert, 1969
- Symbellia conspersa Karny, 1910
- Symbellia decempunctata Descamps, 1964
- Symbellia duodecimpunctata Descamps, 1964
- Symbellia karschi Burr, 1899
- Symbellia mayotteana Descamps & Wintrebert, 1969
- Symbellia nigromaculata Bruner, 1910
- Symbellia pallidafrons Bruner, 1910
- Symbellia quadrata Descamps, 1964
- Symbellia stigmatica Karny, 1910
- Symbellia viridipes Descamps, 1964